# Dodô (Fußballspieler, 1994)
Dodô, bürgerlich Raphael Guimarães de Paula (* 5. September 1994 in Vespasiano), ist ein brasilianischer Fußballspieler. Der Rechtsfuß wird im rechten oder linken Mittelfeld eingesetzt.

## Karriere
Dodô startete seine Laufbahn in der Jugendmannschaft von Atlético Mineiro. Hier schaffte er auch den Sprung in den Profikader. Am 10. Oktober 2013 bestritt er in der Série A seinen ersten Auftritt im Profikader. Er wurde im Spiel gegen AA Ponte Preta in der 77. Minute eingewechselt. Das erste Tor als Profi erzielte der Spieler in der Folgesaison am 8. September 2011 gegen Palmeiras São Paulo. Seinen ersten Auftritt auf internationaler Klubebene hatte Dodô am 19. Februar 2015 gegen CSD Colo-Colo. Zum März 2016 wurde er an den Figueirense FC ausgeliehen.
Dodô wurde für die Saison 2017 an Chapecoense ausgeliehen. Die Leihe durch Atlético Mineiro ist Bestandteil der Unterstützung des Klubs nach dem Flugzeugunglück LaMia-Flug 2933. Auch in der Saison 2018 fand Dodô keine Berücksichtigung für den Kader von Atlético. Zu den Spielen in den Staatsmeisterschaften wurde er an den Botafogo FC (SP) und zur Meisterschaftsrunde 2018 an den Fortaleza EC in die Série B. Zum Titelgewinn und Aufstieg in die Série A trug Dodô in 35 von 38 möglichen Spielen vier Tore bei. In die Saison 2019 startete Dodô noch mit Fortaleza, der Kontrakt wurde aber vorzeitig Atlético gekündigt, um ihn in die VAE an den Khor Fakkan Club auszuleihen. Im Juni 2020 wurde die feste Übernahme durch Khor Fakkan bekannt.
Im Juli 2023 ging Dodô in seine Heimat zurück, wo er bei Atlético Goianiense einen neuen Kontrakt erhielt. Mit dem Klub bestritt er in dem Jahr noch 14 Spiele (zwei Toe) in der Série B 2023. Hier wurde mit dem vierten Platz die Qualifikation für die Série A 2024 erreicht. Er verließ Klub vorher deren Austragung wieder. Im Januar 2024 ging er wieder in die Vereinigten Arabischen Emirate. Hier unterschrieb er einen Vertrag beim Erstligisten Adschman Club. Dodô blieb ein halbes Jahr bis Saisonende 2023/24. Im Juni wechselte er zum Kazma SC nach Kuwait. Zur Saison 2025 kehrte er in seine Heimat zurück. Beim Clube do Remo erhielt er einen neuen Kontrakt.

## Erfolge
Atlético Mineiro
- Copa do Brasil: 2014
- Staatsmeisterschaft von Minas Gerais: 2015

Chapecoense
- Staatsmeisterschaft von Santa Catarina: 2017

Fortaleza
- Série B: 2018
- Staatsmeisterschaft von Ceará: 2019
- Copa do Nordeste: 2019